# Веденино (Нижегородская область)
Веденино — деревня в составе Ворошиловского сельсовета в Уренском районе Нижегородской области.

## География
Находится на расстоянии примерно 2 километра на запад по прямой от районного центра города Урень.

## История
Известна с 1723 года. Деревня до 1768 года относилась к главной дворцовой канцелярии, потом Придворной конторы, с 1797 крестьяне стали удельными. Население было старообрядцами спасова согласия. В 1856 году 25 дворов и 115 жителей. В 1916 году 46 дворов и 226 жителей. В период коллективизации был организован колхоз «Солнце полей». В 1978 году было дворов 114, жителей 346, в 1994 95 и 228 соответственно. В последние годы в деревне работало сельскохозяйственное предприятие им. Абрамова.

## Население
Постоянное население составляло 217 человек (русские 98 %) в 2002 году, 200 в 2010.